# Nyssodesmus vialis
Nyssodesmus vialis är en mångfotingart som beskrevs av Loomis 1974. Nyssodesmus vialis ingår i släktet Nyssodesmus och familjen Platyrhacidae. Inga underarter finns listade i Catalogue of Life.